# Warez
Warez指的是在电脑领域非法交换的版權物（盗版拷贝）。这个词最初源自于英语单词Software，然后在Leet语（黑客语）中将单词的复数“S”换成“Z”。另一個說法是, Z表示Zero Day的Z。在1980年代的BBS中，这个词慢慢流行开来。

## Warez衍生词的定义
- ISOs——完整的CD/DVD拷贝（程序、游戏），不像Rips它没有删去任何文件。
- Rips——瘦身版的程序、游戏（例如：将过场动画、背景音乐去除、或者是将过多的选项、帮助删除掉），其主要目的：原来主要是为了节约宝贵的网络带宽。当然，在音乐领域也存在Rip，通过类似（例如：Audiograbber, EAC）这样的程序将整个音乐专辑通常压缩成为MP3、Ogg Vorbis格式的文件。但由于之后家庭中大量普及的（DSL）高速上网方式，下载这种形式的软件、游戏、音乐，下载速度非常快。
- Appz——（Application）应用软件
- Gamez——游戏
- Game Ripz——游戏——为了节省存储空间，将过场动画、背景音乐去除的版本
- Moviez - 电影
- 0day资源——在正式版本出现24小时内公布的Warez，泛指所有在官方发布该作品之前或者当天，以不當的手段提早發佈的作品，主要涵盖了影视、软件、游戏、音乐、资料等方面，由一些特别小组非法发布的數碼內容。基本上每个0day发布作品中都包含了说明该發布作品的.nfo文件，该文件主要包括發布小组的信息、發布作品的信息、破解信息等[1]
- 0-sec——在很短时间内公布的Warez

## 常見手法

### 互聯網
1. 預先製作的網站內容，可能是URL或表單的隱藏欄位，未進行編碼。瀏覽器使用者很容易竄改日期的欄位，預先遊覽到預定未來發布的內容。
2. 利用系統漏洞，取得管理員的權限，使用網站後台的介面，將預定發布的日期提前。
3. 利用SQL資料隱碼，竄改預定發布的日期。
4. 利用系統漏洞，遠端直接取得網站主機的所有檔案存取權限。
5. 利用遠端程式碼執行的漏洞，在網站主機上埋設後門，取得所有操作的權限。

### 單機版的軟體或影片
1. 破解防拷的保護。
2. 破解檢查原版的保護。（例如：序號產生器、免光碟程式等）
3. 破解其他為了保護著作權人的利益而加上的保護措施。（例如：破解DVD區域碼，改為全區）